# Bright Like Neon Love
Bright Like Neon Love é o álbum de estréia da banda australiana Cut Copy. Foi lançado na Austrália a 5 de Abril de 2004 nos Estados Unidos a 18 de Maio de 2004.
| Críticas profissionais                                                      | Críticas profissionais |
| Avaliações da crítica                                                       | Avaliações da crítica  |
| Fonte                                                                       | Avaliação              |
| --------------------------------------------------------------------------- | ---------------------- |
| Allmusic                                                                    | [ 1 ]                  |
| NME                                                                         | [carece de fontes?]    |
| Guardian                                                                    | [ 2 ]                  |
| Stylus                                                                      | (B+)                   |
| Zoo                                                                         | [carece de fontes?]    |
| Esta tabela precisa de ser acompanhada por texto em prosa. Consulte o guia. |                        |

## Faixas
1. "Time Stands Still" – 4:34
2. "Future" – 5:12
3. "Saturdays" – 3:37
4. "Saturdays (Reprise)" – 1:38
5. "Going Nowhere" – 3:40
6. "DD-5" – 0:26
7. "That Was Just a Dream"  – 2:33
8. "Zap Zap" – 2:41
9. "The Twilight" – 5:24
10. "Autobahn Music Box" – 4:30
11. "Bright Neon Payphone" – 3:52
12. "A Dream" – 3:45